# Hypopetalia pestilens
Hypopetalia pestilens – gatunek ważki z infrarzędu różnoskrzydłych i rodziny Austropetaliidae, jedyny z monotypowego rodzaju Hypopetalia. Występuje na terenie południowej Ameryki Południowej. Zamieszkuje gęste lasy górskie.

## Taksonomia
Gatunek i rodzaj opisane zostały po raz pierwszy w 1870 roku przez Roberta McLachlana na łamach „Transactions of the Entomological Society of London”. Autor ów umieścił ten takson w rodzinie gadziogłówkowatych, wskazując na podobieństwa z rodzajami Phyllopetalia i Petalia. Dwa kolejne rodzaje pokrewne, Austropetalia i Archipetalia, wprowadzone zostały przez Roberta Johna Tillyarda odpowiednio w 1916 i 1917 roku. W tamtym okresie zaczęto wyróżniać dla wspomnianych rodzajów plemię Petalini lub podrodzinę Petalinae. Do rangi osobnej rodziny wyniósł Petalidae w 1933 roku Frederic Charles Fraser. Wkrótce potem nazwy Petalia i Petalidae okazały się być młodszymi homonimami. W 1934 roku John Cowley wprowadził nową nazwę Neopetalia dla rodzaju Petalia, a w 1940 roku wspomniani Tillyard i Fraser nazwę Neopetalinae dla Petalidae, później skorygowaną i wyniesioną do rodziny Neopetaliidae.
Jeszcze pod koniec XX wieku klasyfikowany był w rodzinie Neopetallidae. W 1994 roku Frank Louis Carle i Jerry A. Louton wydzielili rodzaje Archipetalia, Austropetalia, Hypopetalia i Phyllopetalia do nowej rodziny Austropetaliidae. W 1996 roku Günter Bechly wprowadził dalszy podział Austropetaliidae, rodzaj Hypopetalia umieszczając w podrodzinie Austropetaliinae i plemieniu Phylopetaliini. W tym samym roku Hans Lohmann wprowadził podrodzinę Hypopetaliinae w znaczeniu podobnym do Phyllopetaliini Bechly’ego, tj. jako obejmującą rodzaje Hypopetalia i Phyllopetalia. Również w roku 1996 ukazała się rewizja Austropetaliidae autorstwa F.L. Carlego. W niej także pojawia się podrodzina Hypopetaliinae, ale jako takson monotypowy, z jednym, również monotypowym, plemieniem Hypopetaliini. Monotypowe plemię Hypopetaliini zastosował również w swoich późniejszych systemach Bechly, ale jako część podrodziny Phyllopetaliinae, będącej tam odpowiednikiem wyniesionego w 2003 roku o rangę wyżej plemienia Phylopetaliini.
Larwę tego gatunku jako pierwszy opisał w 1941 roku Eberhard Schmidt. Jej redeskrypcji dokonali natomiast w 2009 roku Pablo Pessacq i Cecilia Brand.

## Morfologia

### Owad dorosły
Ważka dużych rozmiarów, również jak na przedstawiciela rodziny. Osiąga od 78 do 86 mm długości ciała, a u holotypu rozpiętość skrzydeł wynosi 98 mm. Ubarwienie ma ciemnobrązowe z trzema parami białawych plamek po bokach skrzydłotułowia.
Głowę zaopatrzoną ma w duże oczy złożone, pośrodkowo stykające się ze sobą. Spośród trzech przyoczek dwa boczne oddalone są od oczu złożonych na odległość równą średnicy przyoczka. Potylica ma na tylnej krawędzi poprzecznej kolec skierowany dogrzbietowo. Na szczycie czoła oraz w tyle głowy rosną czarne szczecinki.
Tułów porasta szarawe owłosienie. Wyjątkową cechą skrzydłotułowia tej ważki jest nadzwyczaj silnie rozwinięte żeberko podłużne biegnące środkiem grzbietu oraz również umieszczone po stronie grzbietowej grube guzki. Skrzydła są przezroczyste do żółtawo lub brązowo przydymionych. Wzdłuż przedniej ich krawędzi rozmieszczonych jest siedem czerwonawych lub rudobrązowych plam. Pierwsza z nich rozciąga się od nasady skrzydła do okolic drugiej poprzecznej żyłki antenodalnej, druga leży między piątą a siódmą żyłką poprzeczną antenodalną, trzecia nieco za połową odległości od nasady skrzydła do nodusa i niekiedy zanika w tylnej parze skrzydeł, czwarta obejmuje nodus, piąta leży w połowie odległości od nodusa do pterostygmy, szósta po wewnętrznej stronie pterostygmy, a siódma rozciąga się od zewnętrznego brzegu pterostygmy do wierzchołka skrzydła. Użyłkowanie skrzydła cechuje się żyłką wspierającą przesuniętą dosiebnie od pterostygmy, obecnością dwóch lub trzech komórek w sutriangulum oraz brakiem pętli analnej.
Odwłok jest jednolicie ciemny, tylko spody segmentów od siódmego do dziesiątego są żółtawo rozjaśnione. Przynajmniej niektóre jego tergity mają podłużne żeberko grzbietowe. Drugi segment u samca ma uszka tak szerokie jak długie. Wtórny aparat kopulacyjny samca ma wcisk na nasadowym członie pęcherzyka nasiennego o krawędziach bocznych umiarkowanie wyniesionych, w widoku bocznym nie wyższych niż człon i nieprzekraczających poziomu płata genitalnego. Boczne wyrostki nasadowego członu pęcherzyka nasiennego w widoku tylnym przybierają zarysami kształt litery „V”. Przysadki odwłokowe samca są krótsze od epiproktu, u podstawy dość wąskie, dalej nieco rozpłaszczone, zakończone tępo. Epiprokt wykształcony w formie płytki o wierzchołku podzielonym na trzy płaty, z których środkowy jest czarny i znacznie większy niż żółte płaty boczne. Samica ma gładkie sternum dziesiątego segmentu.

### Larwa
Ciało larwy jest brązowe, od strony grzbietowej porośnięte łuskowatymi szczecinkami, które to składają się z pokrytej kolcami części nasadowej i zaokrąglonej części wierzchołkowej.
Głowa jest trapezowata w zarysie, na tylnej krawędzi zaopatrzona w krótkie i grube szczecinki kolcowate. Krótkie czułki mają biczyki podzielone na trzy pierścienie, z których pierwszy jest 2,2 razy, a trzeci 1,8 raza dłuższy niż drugi. U stadium piątego widoczne są od strony grzbietowej małe, trójkątne płaty pod oczami złożonymi, u stadium czwartego płatów tych brak, a u stadiów wcześniejszych są obecne, ale niewidoczne od strony grzbietowej. Nadustek ma nagi przedustek oraz dwa nagie place po bokach zaustka. Brak na nim guzków odróżnia go od tego u rodzaju Phyllopetalia. Na wardze górnej nagi plac leży pośrodkowo. Żuwaczki odznaczają się obecnością ząbka dodatkowego (y), który na lewej z nich może jednak być słabo rozwinięty. Szczęki mają niezmodyfikowane żuwki zewnętrzne. Żuwka wewnętrzna ma natomiast trzy równej wielkości zęby grzbietowe oraz cztery zęby brzuszne, z których wierzchołkowy jest największy, a przedwierzchołkowy najmniejszy. Przedbródek ma kształt około półtora raza dłuższego niż szerokiego prostokąta z bokami lekko ku nasadzie zbieżnymi. Wąskie wyrostki po jego bokach są, w przeciwieństwie do rodzaju Phyllopetalia, słabo wykształcone. Języczek jest wyraźnie wypukły, bardzo wąsko i głęboko wcięty. Krótkie głaszczki wargowe mają szereg tępych ząbków na wewnętrznej krawędzi oraz o około ćwierć dłuższy od krawędzi zewnętrznej haczyk ruchomy.
Prostokątne przedplecze ma dwa nagie place po bokach. Boczno-brzuszne wyrostki przedtułowia podzielone są głębokim wykrojeniem pośrodkowym na dwa płaty, z których przedni podzielony jest mniejszym wycięciem na dwa płatki. Zewnętrzne zawiązki skrzydeł są lekko rozbieżne, wewnętrzne zaś równoległe i dochodzą do środka długości czwartego segmentu odwłoka. Krótkie i grube odnóża dysponują krótkimi, grubymi i zakrzywionymi szczecinkami. Brak jest skupisk szczecinek na goleniach, występujących u P. apollo i P. pudu.
Odwłok zwęża się w części tylnej doogonowo. Po bokach wierzchu segmentów ma nagie place. Każdy segment ma wyrostki tylno-boczne zwieńczone w sposób zaokrąglony lub lekko kanciasty. Na segmentach od drugiego do szóstego znajduje się po jednym środkowo-grzbietowym guzku, przy czym segmenty piąty i szósty mogą mieć ów guzek zredukowany. Na piramidę analną składają się krótkie przysadki odwłokowe, długie, zaostrzone i trójkątne w przekroju paraprokty oraz epiprokt podzielony na zaokrąglony płat grzbietowy i długi płat brzuszny.

## Występowanie, ekologia i zagrożenie
Owad neotropikalny, ograniczony do południowej części Ameryki Południowej. Większość jego stanowisk znajduje się w środkowym Chile. Występuje tam od Regionu Metropolitalnego Santiago na północy przez Maule, Biobío, Araukanię i Los Ríos po Los Lagos na południu. Poza tym znany jest z Argentyny, z północno-zachodniego skraju prowincji Chubut i prowincji Río Negro.
Ważka ta zasiedla gęste lasy górskie. Spotykana jest na rzędnych od 600 do ponad 1400 m n.p.m. Larwy przechodzą rozwój w górskich i podgórskich potokach oraz zacienionych strumieniach. Osobniki dorosłe spotyka się latające jeden za drugim blisko lustra wody niewielkich cieków płynących w zalesionych, silnie zacienionych jarach.
W Czerwonej księdze gatunków zagrożonych IUCN ważkę tę umieszczono w 2006 roku ze statusem gatunku najmniejszej troski – ze względu na bycie stosunkowo pospolitą i przypuszczalne zamieszkiwanie licznych obszarów chronionych. Zagrożeniem jest dla niej zmiana i utrata siedlisk wywołana wylesianiem, gospodarką leśną i wydobywczą, zabiegami hydrotechnicznymi, zanieczyszczeniem wód, wprowadzeniem obcych gatunków ryb czy zgryzaniem przez zwierzęta domowe.